# Bougueria
Bougueria é um género botânico pertencente à família Plantaginaceae.

## Espécie
Bougueria nubicola

## Nome e referências
Bougueria Decne.